# Simonswood
Simonswood – wieś w Anglii, w hrabstwie Lancashire. Leży 43 km na zachód od miasta Manchester i 290 km na północny zachód od Londynu.